# العلاقات التوفالية الصربية
العلاقات التوفالية الصربية هي العلاقات الثنائية التي تجمع بين توفالو وصربيا.

## مقارنة بين البلدين
هذه مقارنة عامة ومرجعية للدولتين:
| وجه المقارنة                                              | توفالو                         | صربيا                                                      |
| --------------------------------------------------------- | ------------------------------ | ---------------------------------------------------------- |
| المساحة (كم2)                                             | 26                             | 88.36 ألف                                                  |
| عدد السكان (نسمة)                                         | 11.19 ألف                      | 7.02 مليون                                                 |
| الكثافة السكانية (ن./كم²)                                 | 43.04 ألف                      | 79.45                                                      |
| العاصمة                                                   | فونافوتي                       | بلغراد                                                     |
| اللغة الرسمية                                             | اللغة التوفالوية، لغة إنجليزية | اللغة الصربية                                              |
| العملة                                                    | دولار توفالو                   | دينار صربي                                                 |
| الناتج المحلي الإجمالي (بليون دولار)                      | 39.73 مليون                    | 41.43 مليار                                                |
| الناتج المحلي الإجمالي (تعادل القوة الشرائية) بليون دولار | 38.93 مليون                    | 100.13 مليار                                               |
| الناتج المحلي الإجمالي الاسمي للفرد دولار أمريكي          | 3.29 ألف                       | 5.24 ألف                                                   |
| الناتج المحلي الإجمالي للفرد دولار أمريكي                 | 3.77 ألف                       | 13.59 ألف                                                  |
| مؤشر التنمية البشرية                                      |                                | 0.771                                                      |
| رمز المكالمات الدولي                                      | +688                           | +381                                                       |
| رمز الإنترنت                                              | .tv                            | .rs، .срб ‏                                                 |
| المنطقة الزمنية                                           | ت ع م+12:00                    | توقيت وسط أوروبا، ت ع م+01:00، ت ع م+02:00، أوروبا/بلغراد ‏ |

## منظمات دولية مشتركة
يشترك البلدان في عضوية مجموعة من المنظمات الدولية، منها:
| علم المنظمة | اسم المنظمة                   | تاريخ انضمام توفالو | تاريخ انضمام صربيا |
| ----------- | ----------------------------- | ------------------- | ------------------ |
|             | الاتحاد الدولي للاتصالات      | 15 أغسطس 1996       | 1 يونيو 2001       |
|             | مؤسسة التنمية الدولية         | 24 يونيو 2010       | 25 فبراير 1993     |
|             | يونسكو                        | 21 أكتوبر 1991      | 20 ديسمبر 2000     |
|             | منظمة حظر الأسلحة الكيميائية  | ?                   | ?                  |
|             | الأمم المتحدة                 | 5 سبتمبر 2000       | 1 نوفمبر 2000      |
|             | الاتحاد البريدي العالمي       | ?                   | ?                  |
|             | البنك الدولي للإنشاء والتعمير | 24 يونيو 2010       | 25 فبراير 1993     |

## وصلات خارجية
- موقع وزارة الخارجية الصربية